# Eriococcus hispidus
Eriococcus hispidus är en insektsart som beskrevs av James Mather Hoy 1962. Eriococcus hispidus ingår i släktet Eriococcus och familjen filtsköldlöss. Inga underarter finns listade i Catalogue of Life.